# Hilbur & Co
Hilbur & Co var ett barnprogram som sändes i 1994-1999 på TV1000. Seriens två huvudpersoner heter Hilbur och Sara, med Hilbur som huvudkaraktär. Mot slutet av serien byttes Sara ut mot en kille vid namn Stig. Hilbur var en datoranimerad karaktär som renderades i realtid, dvs samtidigt som skådespelaren agerade genererades den animerade figuren genom en dator. Det var en för tiden unik teknologi, och man kan märka av den tidiga animeringen att karaktären Hilbur svävar lite grann över marken. Serien gjordes i sitt inledande skede i 256 avsnitt som inramning till barnfilmer. Filmen producerades av bolaget Trash Television för TV1000 med Mikael Törneman som producent. Karaktären Hilburs röst gjordes först av Mattias Knave och sedan av Niclas Wahlgren och Sara spelades av Isabella Johansson, Stig spelades av Niklas Ekholm. Teknologin runt realtidsanimeringen var framtagen av animeringsbolaget Mr. Film i Los Angeles under ledning av Chris Walker.